# États fédérés de Micronésie aux Jeux olympiques
La participation des États fédérés de Micronésie aux Jeux olympiques débute lors des Jeux olympiques d'été de 2000 à Sydney. Le pays a participé à toutes les éditions d'été, cinq au total, depuis ceux de l'an 2000. Le pays n'a jamais participé aux Jeux olympiques d'hiver et n'a pas remporté de médailles.

## Les porte-drapeaux
La délégation micronésienne est représentée lors de la cérémonie d'ouverture, à chacune de ses quatre premières participations aux Jeux olympiques d'été, par un seul et unique athlète, l'haltérophile Manuel Minginfel. La nageuse Debra Daniel est porte-drapeau lors des cérémonies de clôture de 2008 et 2012, Jennifer Chieng en 2016.
| Jeux                | Cérémonie d'ouverture           | Cérémonie de clôture   |
| ------------------- | ------------------------------- | ---------------------- |
| Sydney 2000         | Manuel Minginfel, Haltérophilie | -                      |
| Athènes 2004        | Manuel Minginfel, Haltérophilie | -                      |
| Pékin 2008          | Manuel Minginfel, Haltérophilie | Debra Daniel, Natation |
| Londres 2012        | Manuel Minginfel, Haltérophilie | Debra Daniel, Natation |
| Rio de Janeiro 2016 | Jennifer Chieng, Boxe           | Bénévole               |

## Tableau récapitulatif des médailles
| Année               | Athlètes | Médaille d'or, Jeux olympiques | Médaille d'argent, Jeux olympiques | Médaille de bronze, Jeux olympiques | Total | Rang |
| Sydney 2000         | 5        | 0                              | 0                                  | 0                                   | 0     | -    |
| Athènes 2004        | 5        | 0                              | 0                                  | 0                                   | 0     | -    |
| Pékin 2008          | 5        | 0                              | 0                                  | 0                                   | 0     | -    |
| Londres 2012        | 6        | 0                              | 0                                  | 0                                   | 0     | -    |
| Rio de Janeiro 2016 | 5        | 0                              | 0                                  | 0                                   | 0     | -    |
| Total               | 26       | 0                              | 0                                  | 0                                   | 0     | -    |

## Les athlètes
Un total de dix-huit athlètes dont huit femmes ont participé aux Jeux Olympiques d'été. Neuf d'entre eux ont concouru en athlétisme, six en natation, un en boxe, un en haltérophilie et un en lutte gréco-romaine. Trois Micronésiens comptent deux participations. L'haltérophile Manuel Minginfel en compte quatre et la nageuse Debra Daniel trois.
| Athlète            | Sexe | Sport               | 2000           | 2004            | 2008            | 2012            | 2016            |
| ------------------ | ---- | ------------------- | -------------- | --------------- | --------------- | --------------- | --------------- |
| Regina Shotaro     | ♀    | Athlétisme          | 100 m          |                 |                 |                 |                 |
| Elias Rodriquez    | ♂    | Athlétisme          | Marathon       |                 |                 |                 |                 |
| Evangeleen Ikelap  | ♀    | Athlétisme          |                | 100 m           |                 |                 |                 |
| John Howard        | ♂    | Athlétisme          |                | 100 m           |                 | 100 m           |                 |
| Maria Ikelap       | ♀    | Athlétisme          |                |                 | 100 m           |                 |                 |
| Jack Howard        | ♂    | Athlétisme          |                |                 | 100 m           |                 |                 |
| Mihter Wendolin    | ♀    | Athlétisme          |                |                 |                 | 100 m           |                 |
| Lerissa Henry      | ♀    | Athlétisme          |                |                 |                 |                 | 100 m           |
| Kitson Kapiriel    | ♂    | Athlétisme          |                |                 |                 |                 | 100 m           |
| Jennifer Chieng    | ♀    | Boxe                |                |                 |                 |                 | −60 kg          |
| Manuel Minginfel   | ♂    | Haltérophilie       | −56 kg         | −62 kg          | −62 kg          | −62 kg          |                 |
| Keitani Graham     | ♂    | Lutte gréco-romaine |                |                 |                 | −84 kg          |                 |
| Tracy Ann Route    | ♀    | Natation            | 100 m papillon | 50 m nage libre |                 |                 |                 |
| Welbert Samuel     | ♂    | Natation            | 100 m dos      |                 |                 |                 |                 |
| Anderson Bonabart  | ♂    | Natation            |                | 50 m nage libre |                 |                 |                 |
| Debra Daniel       | ♀    | Natation            |                |                 | 50 m nage libre | 50 m nage libre | 50 m nage libre |
| Kerson Hadley      | ♂    | Natation            |                |                 | 50 m nage libre | 50 m nage libre |                 |
| Dionisio Augustine | ♂    | Natation            |                |                 |                 |                 | 50 m nage libre |